# エドワード・ラスカー
エドワード・ラスカー（Edward Lasker、1885年11月3日 - 1981年3月25日）は、ポーランド系アメリカ人のチェスの選手で、インターナショナル・マスターの称号を得ている。
当時のドイツ帝国領ケンペン、現在のポーランド領ケンプノに生まれる。第一次世界大戦の時にイギリス、そしてアメリカに移住した。
囲碁にも強い関心を持ち、1934年、英語で2番目となる囲碁の本を執筆した。また、1935年のアメリカ囲碁協会の設立にも関わった。1971年には日本棋院から大倉喜七郎賞を受けている。
チェスに関する著書も出しており、日本では水野優が翻訳している。

## 著書
- Chess Strategy 1915 (second edition)
- Chess and Checkers: the Way to Mastership 1918
- Go and Go-Moku, 1934 (2nd ed. 1960).
- Chess for Fun and Chess for Blood, 1942 (2nd ed.), ISBN 0-486-20146-5.
- The Adventure of Chess, 1949 (2nd ed. 1959), ISBN 0-486-20510-X.
- Chess Secrets I Learned from the Masters (semi-autobiographical and instructional) (1951, 1969) ISBN 0-486-22266-7.
- Chess: The Complete Self-Tutor (1972, Algebraic Version 1997 with John Nunn) ISBN 0-7134-8160-9.

| スタブアイコン | サブスタブ | この項目は、まだ閲覧者の調べものの参照としては役立たない、文人（小説家・詩人・歌人・俳人・作詞家・作家・放送作家・随筆家（コラムニスト）・文芸評論家）に関連した書きかけの項目です。この項目を加筆・訂正などしてくださる協力者を求めています（P:文学/PJ:作家）。 |